# Nanto Bank
Nanto Bank (яп. 株式会社南都銀行) — регіональний японський банк, діяльність якого в основному зосереджена в префектурах Нара і Осака. Також компанія має в своєму розпорядженні філії в Гонконзі і Шанхаї. Штаб-квартира розташовується в місті Нара. Засновано 1 червня 1934.

## Компанія сьогодні
Традиційно Nanto Bank працював в префектурі Нара. Однак, в останні роки економіка префектури переживала застій і все більше орієнтувалася на більш успішну сусідню префектуру Осака. В в'язку з цим, Nanto Bank також став орієнтуватися у своїй стратегії розвитку на Осаку. Так, станом на 31 березня 2008, 20,5 % кредитного портфеля банку припадає на Осаку.
В 2008 Nanto Bank увійшов в систему регіонального банківського партнерства (Regional Bank Partnership System). Крім Nanto Bank, в системі беруть участь Joyo Bank, Hyakujushi Bank, Juroku Bank і Yamaguchi FG. Метою цієї програми є скорочення витрат пов'язаних з веденням бухгалтерського обліку, основних банківських операцій, а також поліпшення рівня сервісу банківських послуг.

## Дочірні компанії
- Nanto Credit Guarantee Co., Ltd.
- Nanto Lease Co., Ltd.
- Nanto Computer Service Co., Ltd.
- Nanto DC Card Co., Ltd.
- Nanto Card Services Co., Ltd.
- Nanto Estate Co., Ltd.
- Nanto Asset Research Co., Ltd.
- Nanto Business Service Co., Ltd.
- Nanto Staff Service Co., Ltd.
- Nanto Investment Management Co., Ltd.
- Nanto Preferred Capital Cayman, Ltd.

## Власники
- The Bank of Tokyo-Mitsubishi UFJ — 4,56 %
- Асоціація співробітників акціонерів Nanto Bank — 3,21 %
- Meiji Yasuda Life Insurance Co. — 2,9 %
- Japan Trustee Services Bank, Ltd. — 2,60 %
- Tokio Marine and Nichido Fire Insurance Co., Ltd. — 2,21 %
- Sumitomo Life Insurance — 1,92 %
- Nippon Life Insurance Co. — 1,75 %
- Mori Seiki Co., Ltd. — 1,69 %
- Kitamura Forestry Co., Ltd. — 1,44 %
- Daiichi Life Insurance Co. — 1,44 %